# Pawpawsaurus
A Pawpawsaurus (nevének jelentése: "Paw Paw-i gyík") a kora kréta időszak albai korszakának végén élt, Észak-Amerika területén, úgy 100 millió évvel ezelőtt. Az állat a thyreophora alrenden belül a Nodosauridae családba tartozott.

## Felfedezése
A kövületeket a Tarrant megyéhez tartozó és a tengerfenéken található Paw Paw-formációban fedezték fel; ez a réteg része a Wachita-csoportnak. A Paw Paw-formációban egy másik nodosaurid dinoszauruszt is találtak, a Texasetes pleurohaliot. Egyesek szerint a Texasetes a Pawpawsaurus szinonimája. A Pawpawsaurus maradványa egy alsó állkapocs nélküli koponyából áll. Ez az egyetlen nodosaurida, amelynek az ankylosauridákhoz hasonlóan csontos szemhéja volt. Az állat koponyája hasonlóságot mutat a Silvisauruséval, mivel az előállkapcsában fogak ülnek és a szájpadlás csontja kisebb méretű. Feltételezések szerint az állat 4,5 méterere is megnőtt.

## Fordítás
Ez a szócikk részben vagy egészben  a   Pawpawsaurus című angol Wikipédia-szócikk fordításán alapul.  Az eredeti cikk szerkesztőit annak laptörténete sorolja fel. Ez a jelzés csupán a megfogalmazás eredetét és a szerzői jogokat jelzi, nem szolgál a cikkben szereplő információk forrásmegjelöléseként.